# Renault Espace IV
| Sterne im Euro-NCAP-Crashtest |

Renault Espace IV (Typ JK) bezeichnet die vierte Generation der Großraumlimousine Espace von Renault, die von Herbst 2002 bis Ende 2014 hergestellt wurde.

## Modellgeschichte
Die vierte Generation des Espace mit der Renault-internen Bezeichnung JK kam im November 2002 auf den Markt.
Als erster Van erhielt diese Ausführung die Höchstwertung von fünf Euro-NCAP-Sternen im Crashtest.
Mit dem Espace IV, der von Anfang an auch als Grand Espace erhältlich war, änderte sich allerdings praktisch alles:
- Dieses Modell wurde nicht mehr bei Matra, sondern bei Renault produziert.
- Er besaß nicht mehr die an Gitterrahmen orientierte Leichtbau-Skelettkarosserie der Vorgängermodelle, sondern eine klassische selbsttragende Stahlblechkarosserie, die mit Anbauteilen aus unterschiedlichen Materialien (Kunststoffe, Leichtmetalle) ergänzt wurde: Um die Fahrzeugmasse zu begrenzen wurden beispielsweise die Türen aus Aluminium und die vorderen Kotflügel aus Polycarbonat gefertigt. Die Heckklappe bestand aus einem Sheet molding compound (SMC).
- Aufgrund der nun in die Rücksitze integrierten Gurten wurden die Sitze wesentlich schwerer als bei den früheren Modellen.

Dennoch galt der Espace auch nach sieben Jahren Produktionszeit (Stand: Oktober 2009) als zeitgemäßer Van, in Sachen Fahrkomfort und Geräuschentwicklung oft als Referenz.

## Modelle

### Phase I (2002–2006)

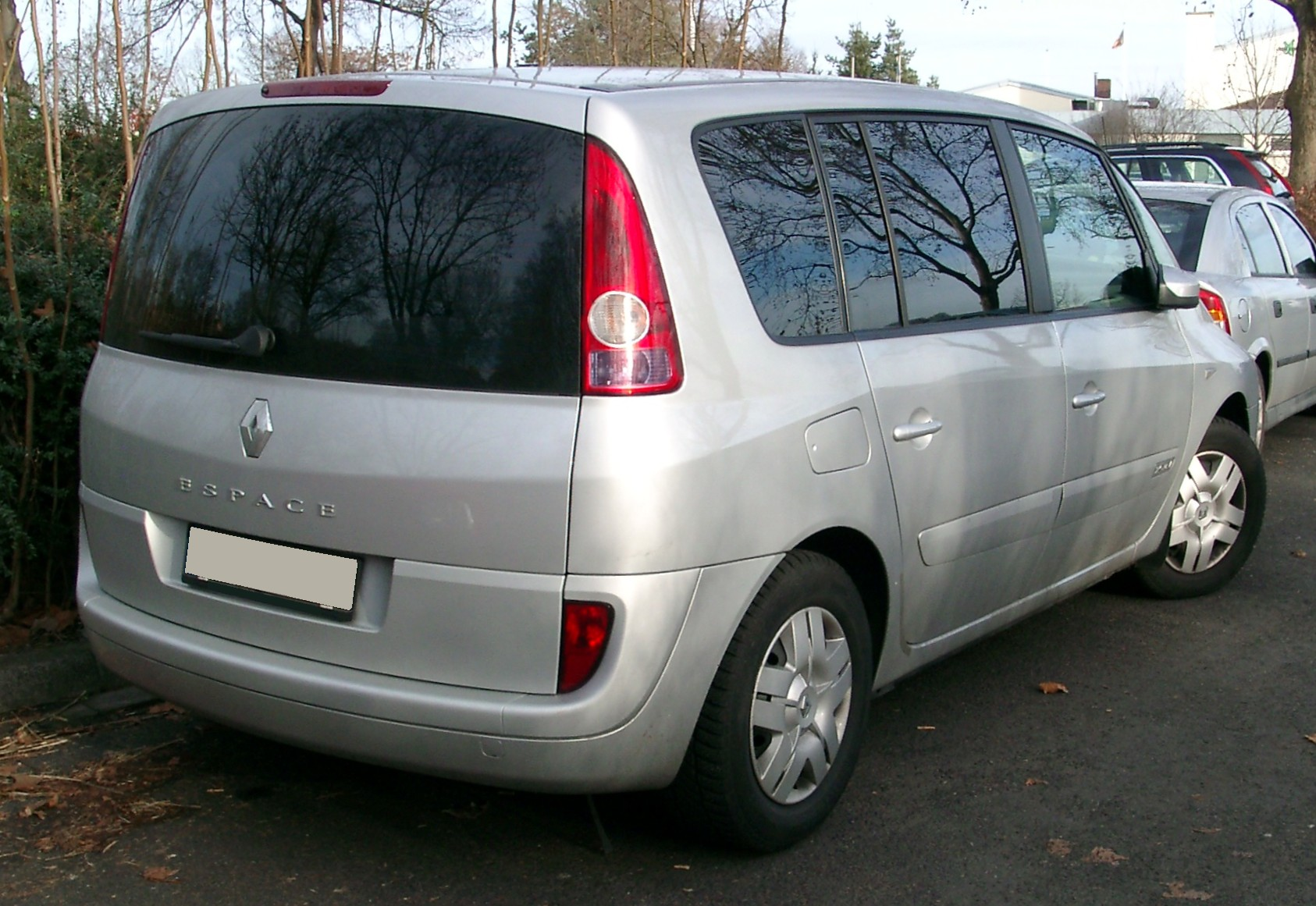
Heckansicht

In den Ausstattungsvarianten Authentique, Expression, Privilège und Initiale standen sechs verschiedene Motorisierungen zur Auswahl.
Alle Varianten beinhalteten schon in der Standardausstattung beispielsweise eine Klimatisierung, automatisch wirkende Parkbremse, Nebelscheinwerfer, elektrische Fensterheber an allen Fenstern, eine abschaltbare, automatische Türverriegelung nach dem Anfahren und automatische Türentriegelung im Falle eines Aufpralls sowie ein Autoradio.

#### Technische Daten
Das Motorenangebot umfasste zu Beginn drei Otto- und drei Dieselmotoren. Das Spitzenmodell hatte einen 3,5-Liter-Sechszylinder-Ottomotor, der von der Renault-Tochter Nissan geliefert und auch im Nissan 350Z verbaut wurde.
Der 3,0-Liter-Dieselmotor stammte als Zulieferaggregat von Isuzu. Diese Maschine wurde auch im Renault Vel Satis, als 3.0 V6 CDTI im Opel Vectra/Signum und als 3.0 TiD im Saab 9-5 verbaut. Bis zu einer Überarbeitung im Jahre 2006 galt das Aggregat als thermisch anfällig. Daneben sind Defekte an der Hochdruckpumpe als auch Verschiebungen der in den Zylinderblock eingepressten Zylinderlaufbuchsen auffällig.
|                                                                        | 2.0 16V               | 2.0 16V Turbo              | 2.0 16V Turbo              | 3.5 V6                     | 1.9 dCi                    | 2.2 dCi                    | 3.0 dCi                    |
| Bauzeitraum                                                            | 11/2002–04/2006       | 11/2002–01/2005            | 09/2005–04/2006            | 11/2002–04/2006            | 11/2002–04/2006            | 11/2002–04/2006            | 11/2002–04/2006            |
| Motorkenndaten                                                         |                       |                            |                            |                            |                            |                            |                            |
| Motorkennung                                                           | F4R 792               | F4R 794/795/ 796/797       | F4R 896/897                | V4Y 711/715                | F9Q 680/820/ 826           | G9T 742/743                | P9X 701                    |
| Motortyp                                                               | R4-Ottomotor          | R4-Ottomotor               | R4-Ottomotor               | V6-Ottomotor               | R4-Dieselmotor             | R4-Dieselmotor             | V6-Dieselmotor             |
| Anzahl Ventile pro Zylinder                                            | 4                     | 4                          | 4                          | 4                          | 2                          | 4                          | 4                          |
| Ventilsteuerung                                                        | DOHC, Zahnriemen      | DOHC, Zahnriemen           | DOHC, Zahnriemen           | 2 × DOHC, Kette            | OHC, Zahnriemen            | DOHC, Zahnriemen           | 2 × DOHC, Zahnriemen       |
| Gemischaufbereitung                                                    | Saugrohreinspritzung  | Saugrohreinspritzung       | Saugrohreinspritzung       | Saugrohreinspritzung       | Common-Rail-Einspritzung   | Common-Rail-Einspritzung   | Common-Rail-Einspritzung   |
| Motoraufladung                                                         | –                     | Turbolader, Ladeluftkühler | Turbolader, Ladeluftkühler | –                          | Turbolader, Ladeluftkühler | Turbolader, Ladeluftkühler | Turbolader, Ladeluftkühler |
| Kühlung                                                                | Wasserkühlung         | Wasserkühlung              | Wasserkühlung              | Wasserkühlung              | Wasserkühlung              | Wasserkühlung              | Wasserkühlung              |
| Bohrung × Hub                                                          | 82,7 mm × 93,0 mm     | 82,7 mm × 93,0 mm          | 82,7 mm × 93,0 mm          | 95,5 mm × 81,4 mm          | 80,0 mm × 93,0 mm          | 87,0 mm × 92,0 mm          | 87,5 mm × 82,0 mm          |
| Hubraum                                                                | 1998 cm³              | 1998 cm³                   | 1998 cm³                   | 3498 cm³                   | 1870 cm³                   | 2188 cm³                   | 2958 cm³                   |
| Verdichtungsverhältnis                                                 | 9,8:1                 | 9,5:1                      | 9,8:1                      | 10,3:1                     | 18,3:1                     | 18,0:1                     | 18,5:1                     |
| max. Leistung bei 1/min                                                | 100 kW (136 PS) /5500 | 120 kW (163 PS) /5500      | 125 kW (170 PS) /5000      | 177 kW (241 PS) /6000      | 88 kW (120 PS) /4000       | 110 kW (150 PS) /4000      | 130 kW (177 PS) /4400      |
| max. Drehmoment bei 1/min                                              | 191 Nm /3750          | 250 Nm /2000               | 270 Nm /2000               | 330 Nm /3600               | 270 Nm /2000               | 320 Nm /1750               | 350 Nm /1800               |
| Abgasnorm                                                              | Euro 4                | Euro 4                     | Euro 4                     | Euro 4                     | Euro 3                     | Euro 3                     | Euro 3                     |
| Kraftübertragung                                                       |                       |                            |                            |                            |                            |                            |                            |
| Antrieb                                                                | Vorderradantrieb      | Vorderradantrieb           | Vorderradantrieb           | Vorderradantrieb           | Vorderradantrieb           | Vorderradantrieb           | Vorderradantrieb           |
| Getriebe, serienmäßig                                                  | 6-Gang-Schaltgetriebe | 6-Gang-Schaltgetriebe      | 6-Gang-Schaltgetriebe      | 5-Stufen-Automatikgetriebe | 6-Gang-Schaltgetriebe      | 6-Gang-Schaltgetriebe      | 5-Stufen-Automatikgetriebe |
| Getriebe, optional                                                     | –                     | 5-Stufen-Automatikgetriebe | 5-Stufen-Automatikgetriebe | –                          | –                          | 5-Stufen-Automatikgetriebe | –                          |
| Messwerte                                                              |                       |                            |                            |                            |                            |                            |                            |
| Höchstgeschwindigkeit                                                  | 185 km/h              | 205 km/h (200 km/h)        | 205 km/h (200 km/h)        | 225 km/h                   | 180 km/h                   | 190 km/h (188 km/h)        | 205 km/h                   |
| Beschleunigung, 0–100 km/h                                             | 12,5 s                | 9,9 s (10,8 s)             | 9,9 s (10,8 s)             | 8,1 s                      | 13,2 s                     | 11,5 s (13,9 s)            | 10,9 s                     |
| Kraftstoffverbrauch auf 100 km (kombiniert)                            | 9,4 l S               | 9,7 l S (10,7 l S)         | 9,7 l S (10,7 l S)         | 12,2 l S                   | 6,8 l D                    | 7,7 l D (9,4 l D)          | 9,5 l D                    |
| Gewichte und Lasten in kg, Angaben in [] für Grand Espace              |                       |                            |                            |                            |                            |                            |                            |
| Leergewicht, ohne Sonderausstattungen                                  | 1740                  | 1760 [1815]                | 1760 [1815]                | 1845 [1890]                | 1770 [1830]                | 1850 [1900]                | 1920 [1960]                |
| Zulässiges Gesamtgewicht, einschl. Sonderausstattungen                 | 2435                  | 2475 [2530]                | 2475 [2530]                | 2545 [2600]                | 2505 [2510]                | 2555 [2606]                | 2620 [2665]                |
| Zulässiges Zug-Gesamtgewicht (einschließlich Anhänger)                 | 3800                  | 4050 [4100]                | 4050 [4100]                | 4100 [4150]                | 4050 [4100]                | 4150 [4200]                | 4200 [4250]                |
| Maximal zulässige Anhängelast mit maximaler Zuladung im Zugfahrzeug    | 1365                  | 1575 [1570]                | 1575 [1570]                | 1555 [1550]                | 1545 [1590]                | 1595 [1595]                | 1580 [1585]                |
| Maximal zulässige Anhängelast ohne Beifahrer und Gepäck im Zugfahrzeug | 1800                  | 2000                       | 2000                       | 2000                       | 2000                       | 2000                       | 2000                       |

1. ↑  Für einige Exportländer 85 kW (115 PS)
2. ↑  Werte in runden Klammern „( )“ für Automatikgetriebe.

- Die Verfügbarkeit der Motoren war von Modell, Ausstattung und Markt abhängig.

### Phase II (2006–2010)

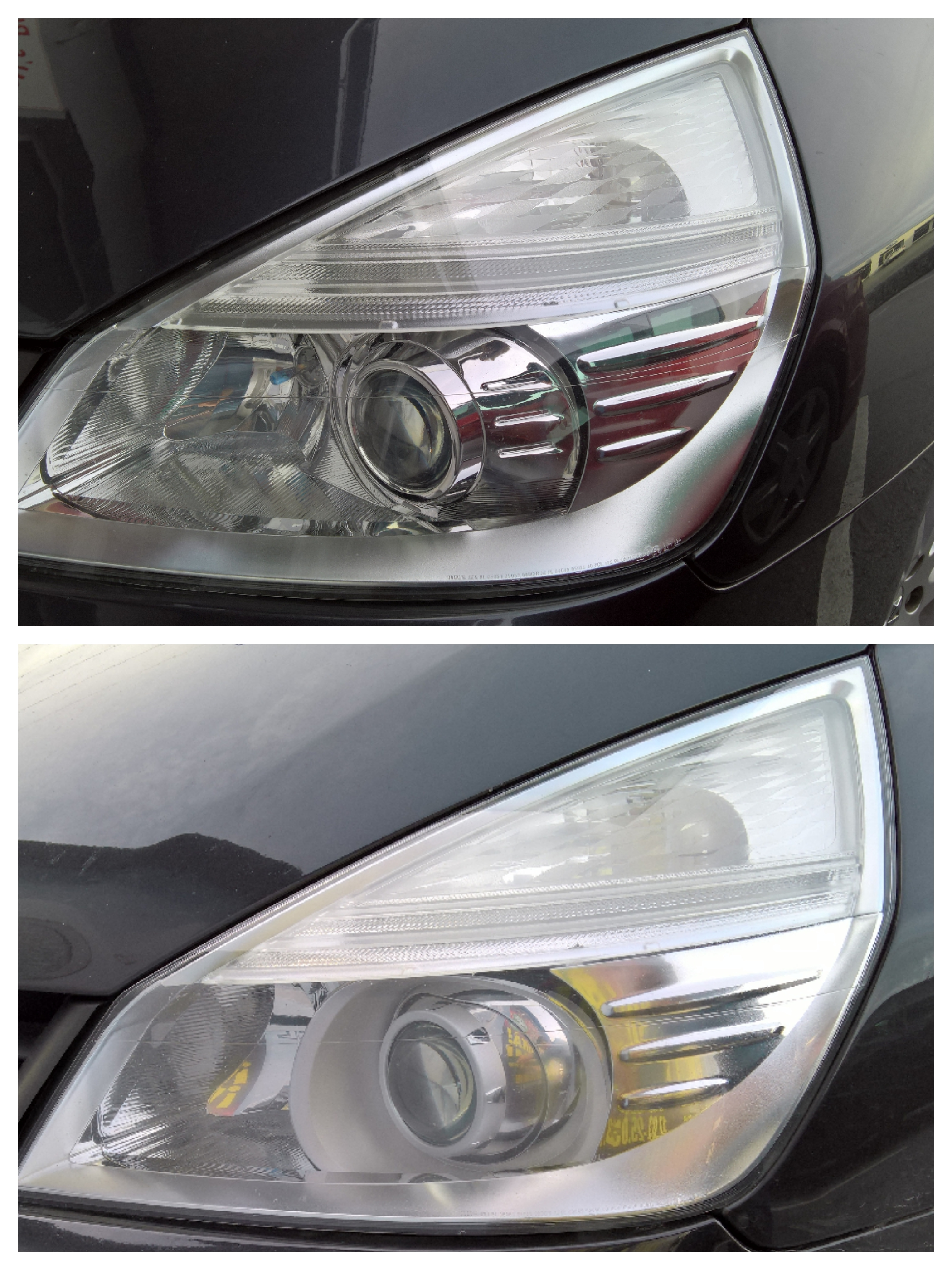
Vergleich der Scheinwerfer zwischen normalem Xenon (oben) und Xenon mit Kurvenlicht (unten)

Im April 2006 erhielt der Espace mit der Phase II ein Facelift. Die Ausstattungsvarianten wurden Expression, Dynamique, Privilege oder Initiale genannt. Zusätzlich wurden zeitlich begrenzt Sondereditionen angeboten, wie beispielsweise Tech Run, Navitech, Edition PGA, Edition 25th oder Celsium.
Neben der Beseitigung von Unzulänglichkeiten an einzelnen Bauteilen waren die äußerlich sichtbaren Modellüberarbeitungen:
- Entfall der bis dahin erhältlichen, drehbaren Frontsitze.

Änderungen
- Klarglasscheinwerfer mit Xenon- und Kurven-Licht (Kurven-Licht als Option bei „Initiale Paris“)
- geänderte Einfassung der Nebelscheinwerfer
- Kühlergrill mit zwei statt drei Lamellen
- neu positionierte Heckleuchten, mit geänderter Form der Blinklichtstreuscheibe.
- neue bzw. überarbeitete Dieselmotoren mit 4 Ventilen je Zylinder, Ausgleichswellen zur Verminderung freier Massenkräfte, wartungsfreier Steuerkette für den Ventiltrieb und piezoelektrisch gesteuerten Dieselinjektoren aus dem Renault-Nissan-Gemeinschaftswerk Cléon südlich von Rouen. Die meisten Dieselmotoren verfügten jetzt über einen zeitgemäßen Dieselrußpartikelfilter, bei Renault mit der Marketingbezeichnung FAP (Filtre à particules, französisch für (Dieselruß)-Partikelfilter) benannt.[3]
- Verankerungssystem der hinteren Einzelsitze
- das 6-stufige Automatikgetriebe.
- Einführung des Navigations- bzw. Kommunikationssystem Carminat 3
- neugestaltete Mittelkonsole

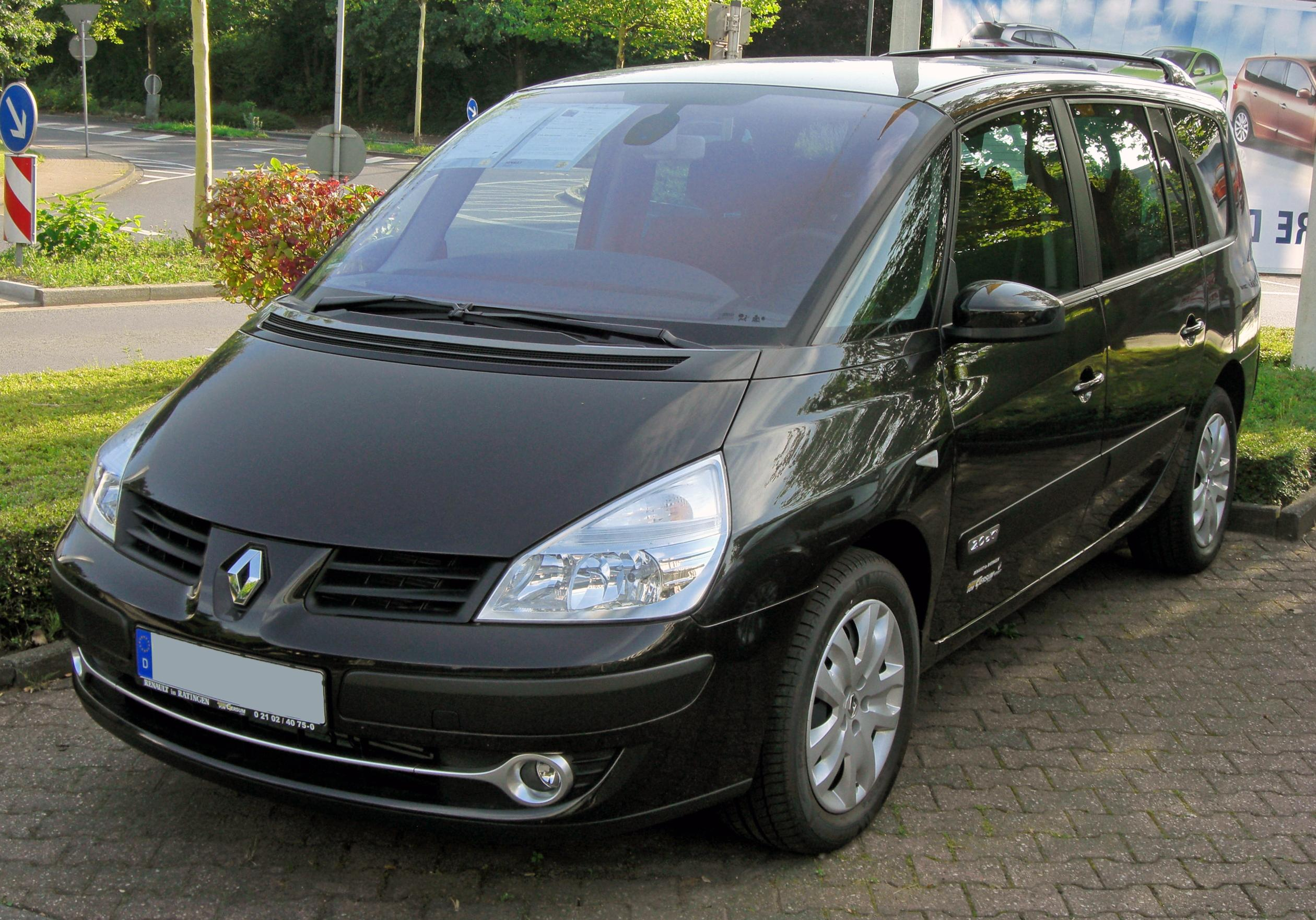
Renault Espace (2006–2010)
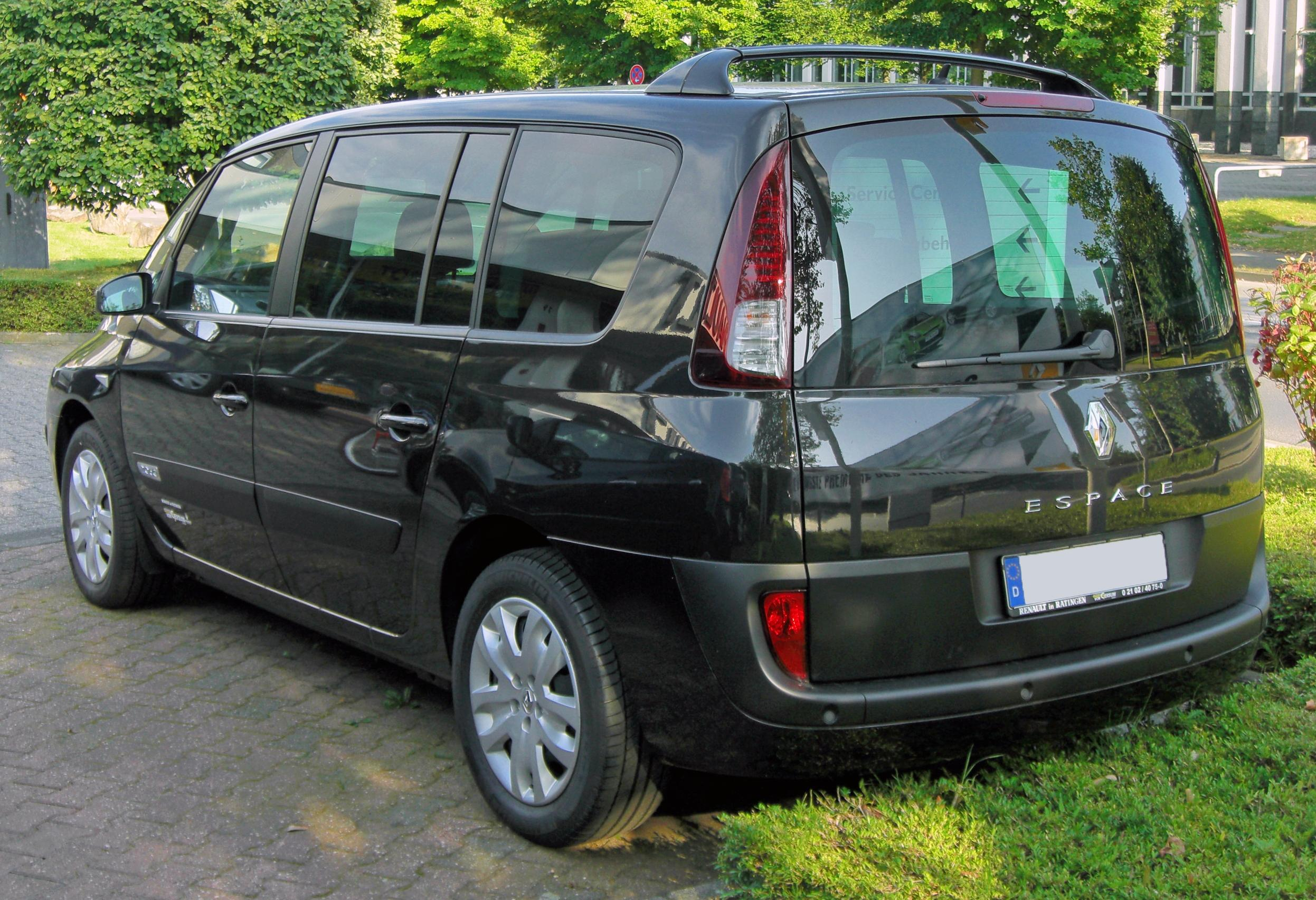
Heckansicht
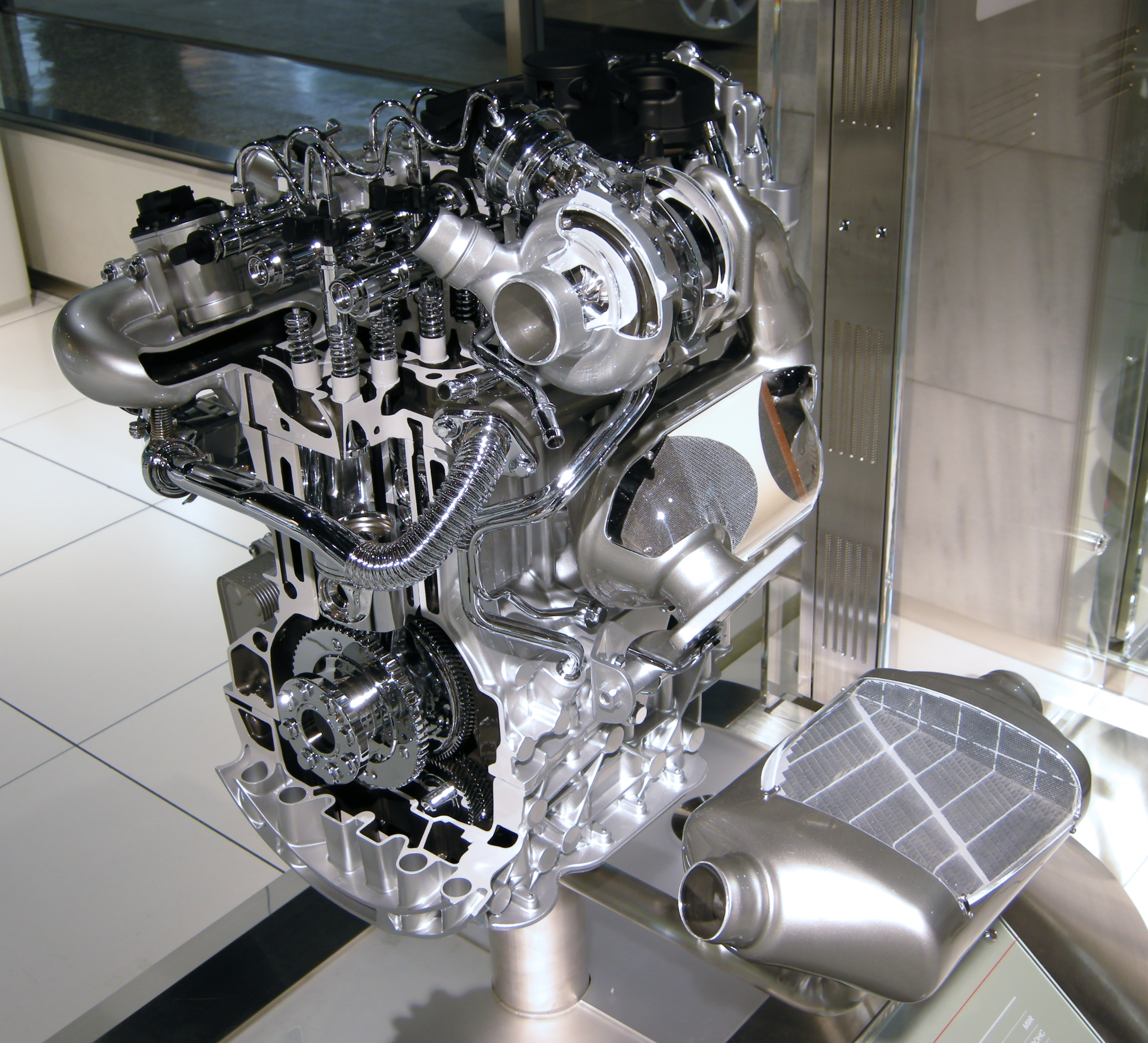
Schnitt durch einen seit April 2006 im Espace eingesetzten 2.0 dCi-Motor, Typ M9R mit Dieselruß-Partikelfilter. Fertigung auch für Nissan im südlich von Rouen gelegenen Renault-Nissan-Gemeinschaftswerk Cléon

#### Technische Daten
|                                             | 2.0 16V               | 2.0 16V Turbo/ TCe 170     | 3.5 V6                                                                   | 2.0 dCi FAP                | 2.0 dCi FAP                    | 2.0 dCi FAP                                   | 2.2 dCi FAP                | 3.0 dCi                    |
| Bauzeitraum                                 | 04/2006–10/2008       | 04/2006–09/2010            | 04/2006–09/2010                                                          | 01/2007–10/2008            | 04/2006–09/2010                | 04/2007–09/2010                               | 04/2006–05/2007            | 04/2006–01/2010            |
| Motorkenndaten                              |                       |                            |                                                                          |                            |                                |                                               |                            |                            |
| Motorkennung                                | F4R 792               | F4R 896/897                | V4Y 711/715                                                              | M9R 802                    | M9R 740/750/760/ 815           | M9R 760/761/ 762/763                          | G9T 645                    | P9X 715                    |
| Motortyp                                    | R4-Ottomotor          | R4-Ottomotor               | V6-Ottomotor                                                             | R4-Dieselmotor             | R4-Dieselmotor                 | R4-Dieselmotor                                | R4-Dieselmotor             | V6-Dieselmotor             |
| Anzahl Ventile pro Zylinder                 | 4                     | 4                          | 4                                                                        | 4                          | 4                              | 4                                             | 4                          | 4                          |
| Ventilsteuerung                             | DOHC, Zahnriemen      | DOHC, Zahnriemen           | 2 × DOHC, Kette                                                          | DOHC, Kette                | DOHC, Kette                    | DOHC, Kette                                   | DOHC, Zahnriemen           | 2 × DOHC, Zahnriemen       |
| Gemischaufbereitung                         | Saugrohreinspritzung  | Saugrohreinspritzung       | Saugrohreinspritzung                                                     | Common-Rail-Einspritzung   | Common-Rail-Einspritzung       | Common-Rail-Einspritzung                      | Common-Rail-Einspritzung   | Common-Rail-Einspritzung   |
| Motoraufladung                              | –                     | Turbolader, Ladeluftkühler | –                                                                        | Turbolader, Ladeluftkühler | Turbolader, Ladeluftkühler     | Turbolader, Ladeluftkühler                    | Turbolader, Ladeluftkühler | Turbolader, Ladeluftkühler |
| Kühlung                                     | Wasserkühlung         | Wasserkühlung              | Wasserkühlung                                                            | Wasserkühlung              | Wasserkühlung                  | Wasserkühlung                                 | Wasserkühlung              | Wasserkühlung              |
| Bohrung × Hub                               | 82,7 mm × 93,0 mm     | 82,7 mm × 93,0 mm          | 95,5 mm × 81,4 mm                                                        | 84,0 mm × 90,0 mm          | 84,0 mm × 90,0 mm              | 84,0 mm × 90,0 mm                             | 87,0 mm × 92,0 mm          | 87,5 mm × 82,0 mm          |
| Hubraum                                     | 1998 cm³              | 1998 cm³                   | 3498 cm³                                                                 | 1995 cm³                   | 1995 cm³                       | 1995 cm³                                      | 2188 cm³                   | 2958 cm³                   |
| Verdichtungsverhältnis                      | 9,8:1                 | 9,8:1                      | 10,3:1                                                                   | 16,0:1                     | 16,0:1                         | 16,0:1                                        | 18,0:1                     | 18,5:1                     |
| max. Leistung bei 1/min                     | 100 kW (136 PS) /5500 | 125 kW (170 PS) /5000      | 177 kW (241 PS) /6000                                                    | 96 kW (130 PS) /4000       | 110 kW (150 PS) /4000          | 127 kW (173 PS) /3750                         | 102 kW (139 PS) /4000      | 133 kW (181 PS) /4000      |
| max. Drehmoment bei 1/min                   | 192 Nm /3750          | 270 Nm /3250               | 330 Nm /3600                                                             | 320 Nm /2000               | 340 Nm /2000                   | 360 Nm /1750                                  | 320 Nm /1750               | 400 Nm /1800               |
| Abgasnorm                                   | Euro 4                | Euro 4                     | Euro 4                                                                   | Euro 4                     | Euro 4                         | Euro 4 ab Erstzulassung 1. Januar 2008 Euro 5 | Euro 4                     | Euro 4                     |
| Kraftübertragung                            |                       |                            |                                                                          |                            |                                |                                               |                            |                            |
| Antrieb                                     | Vorderradantrieb      | Vorderradantrieb           | Vorderradantrieb                                                         | Vorderradantrieb           | Vorderradantrieb               | Vorderradantrieb                              | Vorderradantrieb           | Vorderradantrieb           |
| Getriebe, serienmäßig                       | 6-Gang-Schaltgetriebe | 6-Gang-Schaltgetriebe      | 5-Stufen-Automatikgetriebe                                               | 6-Gang-Schaltgetriebe      | 6-Gang-Schaltgetriebe          | 6-Gang-Schaltgetriebe                         | 5-Stufen-Automatikgetriebe | 6-Stufen-Automatikgetriebe |
| Getriebe, optional                          | –                     | 5-Stufen-Automatikgetriebe | –                                                                        | –                          | –                              | 6-Stufen-Automatikgetriebe                    | –                          | –                          |
| Messwerte (Espace)                          |                       |                            |                                                                          |                            |                                |                                               |                            |                            |
| Höchstgeschwindigkeit                       | 185 km/h              | 205 km/h (197 km/h)        | (225 km/h)                                                               | 184 km/h                   | 194 km/h                       | 204 km/h                                      | (185 km/h)                 | (210 km/h)                 |
| Beschleunigung, 0–100 km/h                  | 12,5 s                | 9,7 s (10,6 s)             | (8,1 s)                                                                  | 13,5 s                     | 10,6 s                         | 9,8 s                                         | (13,9 s)                   | (10,9 s)                   |
| Kraftstoffverbrauch auf 100 km (kombiniert) | 9,4 l S               | 9,6 l S (10,3 l S)         | (12,0 l S)                                                               | 7,2 l D                    | 7,4 l D                        | 7,4 l D (8,2 l D)                             | (9,2 l D)                  | (9,4 l D)                  |
| CO2-Emissionen (kombiniert)                 | 223 g/km              | 227 g/km (243 g/km)        | (284 g/km)                                                               | k. A.                      | 197 g/km                       | 197 g/km (217 g/km)                           | (244 g/km)                 | (248 g/km)                 |
| Messwerte (Grand Espace)                    |                       |                            |                                                                          |                            |                                |                                               |                            |                            |
| Höchstgeschwindigkeit                       | –                     | 205 km/h (197 km/h)        | (225 km/h)                                                               | 184 km/h                   | 194 km/h                       | 204 km/h                                      | (185 km/h)                 | (210 km/h)                 |
| Beschleunigung, 0–100 km/h                  | –                     | 9,7 s (10,6 s)             | (8,1 s)                                                                  | 13,5 s                     | 10,6 s                         | 9,8 s                                         | (13,9 s)                   | (10,9 s)                   |
| Kraftstoffverbrauch auf 100 km (kombiniert) | –                     | 9,6 l S (10,3 l S)         | (12,2 l S)                                                               | 7,4 l D                    | 7,6 l D                        | 7,6 l D                                       | (9,2 l D)                  | (9,4 l D)                  |
| CO2-Emissionen (kombiniert)                 | –                     | 227 g/km (243 g/km)        | (289 g/km)                                                               | k. A.                      | 188 g/km                       | 194 g/km                                      | (244 g/km)                 | (248 g/km)                 |
| Bemerkungen                                 |                       |                            |                                                                          |                            |                                |                                               |                            |                            |
|                                             |                       |                            | von der Renault-Tochter Nissan geliefert und auch im Nissan 350Z verbaut |                            | auch im Nissan X-Trail verbaut |                                               |                            | durch GM-Isuzu gefertigt   |

1. ↑  seit 09/2009 als TCe 170 vertrieben. TCe = Turbo Control Efficiency
2. 1 2  Werte in runden Klammern („( )“) für Automatikgetriebe.

- Die Verfügbarkeit der Motoren war von Modell, Ausstattung und Markt abhängig.

### Phase III (2010–2012)
Im Oktober 2010 erfuhr der Espace IV ein weiteres Facelift (Phase III). Die Ausstattungsvarianten waren anfangs auf Celsium und Initiale beschränkt. Seit Sommer 2011 wird auch die Version Alcantara angeboten.
Änderungen im Vergleich zu Phase II:
- Klarglasscheinwerfer mit LED-Tagfahrlicht-Leisten
- Übernahme der Radiogeneration aus Scenic und Megane mit Bluetooth und USB-Eingang ab Werk
- TomTom-Navigation anstelle der bisherigen CD- und DVD-Navigation
- in der Höhe vergrößerte Rückspiegel
- Streichung der V6-Modelle

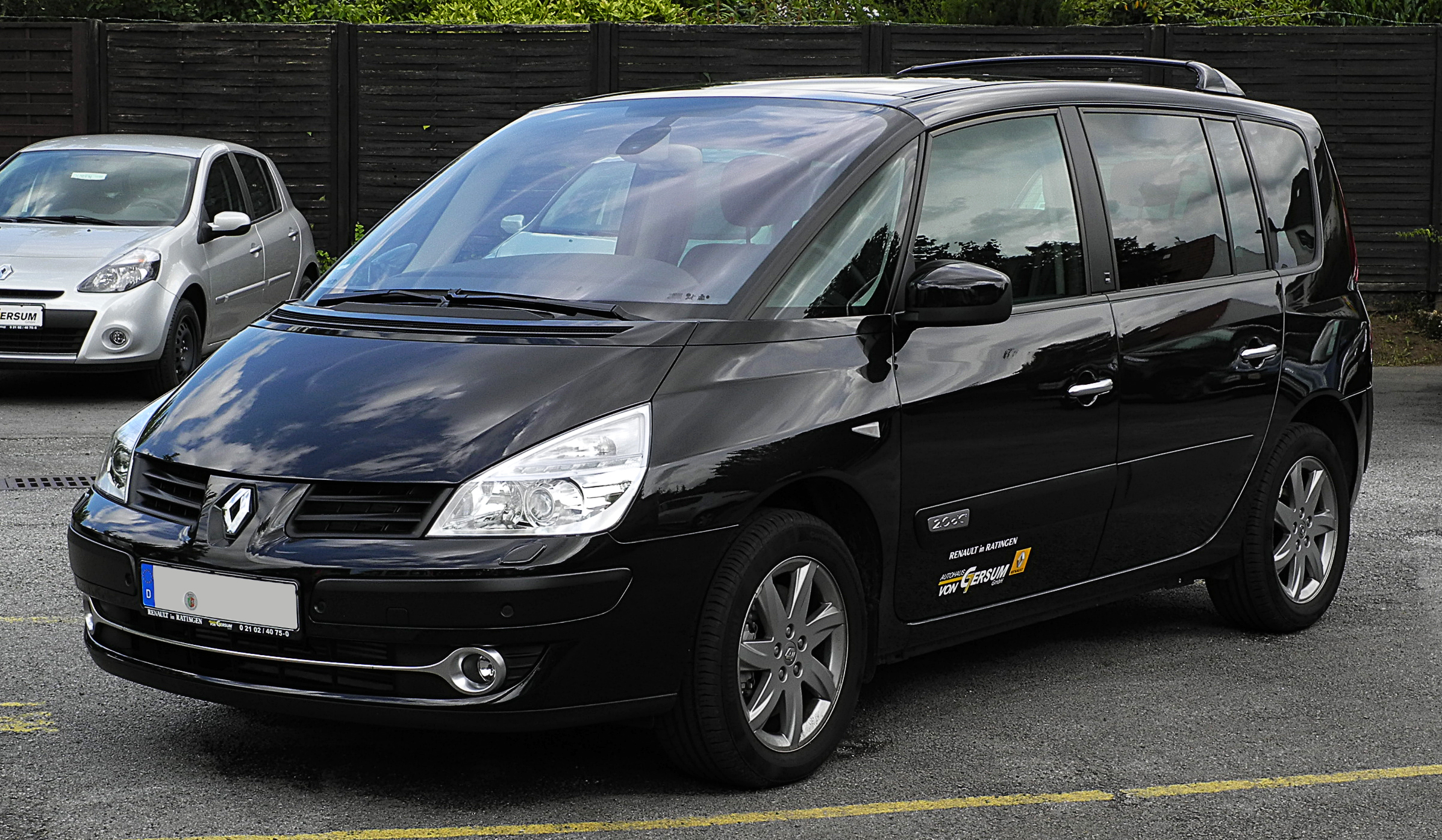
Renault Espace (2010–2012)
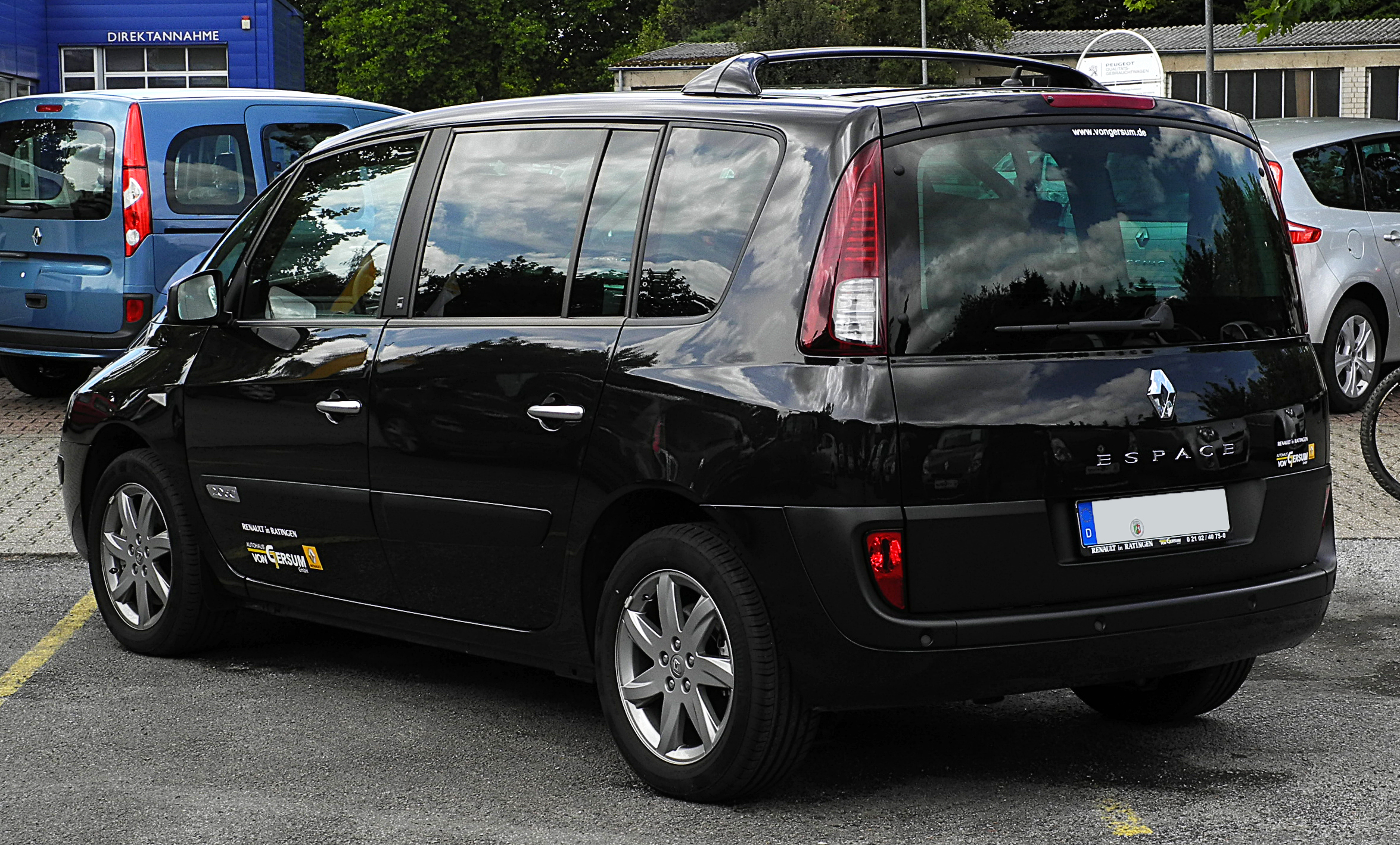
Heckansicht

#### Technische Daten
|                                             | 2,0 16V TCe 170            | 2,0 dCi FAP                | 2,0 dCi FAP                | 2,0 dCi FAP                |
| Bauzeitraum                                 | 10/2010–06/2012            | 10/2010–06/2012            | 10/2010–06/2012            | 10/2010–06/2012            |
| Motorkenndaten                              |                            |                            |                            |                            |
| Motorkennung                                | F4R 896/897                | M9R 802                    | M9R 740/750/ 815           | M9R 760/761/ 762/763       |
| Motortyp                                    | R4-Ottomotor               | R4-Dieselmotor             | R4-Dieselmotor             | R4-Dieselmotor             |
| Anzahl Ventile pro Zylinder                 | 4                          | 4                          | 4                          | 4                          |
| Ventilsteuerung                             | DOHC, Zahnriemen           | DOHC, Kette                | DOHC, Kette                | DOHC, Kette                |
| Gemischaufbereitung                         | Saugrohreinspritzung       | Common-Rail-Einspritzung   | Common-Rail-Einspritzung   | Common-Rail-Einspritzung   |
| Motoraufladung                              | Turbolader, Ladeluftkühler | Turbolader, Ladeluftkühler | Turbolader, Ladeluftkühler | Turbolader, Ladeluftkühler |
| Kühlung                                     | Wasserkühlung              | Wasserkühlung              | Wasserkühlung              | Wasserkühlung              |
| Bohrung × Hub                               | 82,7 mm × 93,0 mm          | 84,0 mm × 90,0 mm          | 84,0 mm × 90,0 mm          | 84,0 mm × 90,0 mm          |
| Hubraum                                     | 1998 cm³                   | 1995 cm³                   | 1995 cm³                   | 1995 cm³                   |
| Verdichtungsverhältnis                      | 9,8:1                      | 16,0:1                     | 16,0:1                     | 16,0:1                     |
| max. Leistung bei 1/min                     | 125 kW (170 PS) /5000      | 96 kW (130 PS) /4000       | 110 kW (150 PS) /4000      | 127 kW (173 PS) /3750      |
| max. Drehmoment bei 1/min                   | 270 Nm /3250               | 320 Nm /2000               | 340 Nm /2000               | 360 Nm /1750               |
| Abgasnorm                                   | Euro 5                     | Euro 5                     | Euro 5                     | Euro 5                     |
| Kraftübertragung                            |                            |                            |                            |                            |
| Antrieb                                     | Vorderradantrieb           | Vorderradantrieb           | Vorderradantrieb           | Vorderradantrieb           |
| Getriebe, serienmäßig                       | 6-Gang-Schaltgetriebe      | 6-Gang-Schaltgetriebe      | 6-Gang-Schaltgetriebe      | 6-Gang-Schaltgetriebe      |
| Getriebe, optional                          | 5-Stufen-Automatikgetriebe | –                          | 6-Stufen-Automatikgetriebe | 6-Stufen-Automatikgetriebe |
| Messwerte                                   |                            |                            |                            |                            |
| Höchstgeschwindigkeit                       | 205 km/h (197 km/h)        | 184 km/h                   | 194 km/h (188 km/h)        | 204 km/h (198 km/h)        |
| Beschleunigung, 0–100 km/h                  | 9,7 s (10,6 s)             | 12,0 s                     | 10,6 s (12,4 s)            | 9,8 s (11,1 s)             |
| Kraftstoffverbrauch auf 100 km (kombiniert) | 8,8 l S (9,9 l S)          | 6,5 l D                    | 6,5 l D (7,2 l D)          | 7,0 l D (7,2 l D)          |
| CO2-Emissionen (kombiniert)                 | 204 g/km (234 g/km)        | 170 g/km                   | 170 g/km (189 g/km)        | 185 g/km (189 g/km)        |

1. ↑  TCe = Turbo Control Efficiency
2. ↑  Werte in runden Klammern („( )“) für Automatikgetriebe.

- Die Verfügbarkeit der Motoren war von Modell, Ausstattung und Markt abhängig.

### Phase IV (2012–2014)
Im Juli 2012 erfuhr der Espace eine weitere Modellpflege.
Charakteristisch für diese Ausführung ist die überarbeitete Front mit neuem Grill, größerem Logo und überarbeitetem Stoßfänger. Zudem wurde der untere Teil der Scheinwerfer abgedunkelt.
Ende 2013 wurden der TCe 170 der Ottomotor mit Turbolader und der kleinste Diesel ersatzlos aus dem Angebot genommen, somit war nur noch der 2,0 dCi-Dieselmotor in den zwei Leistungsstufen 110 und 127 kW erhältlich.
Zum Jahresende 2014 wurde die Produktion nach 12 Jahren eingestellt. Der als Crossover konzipierte und eher einem SUV als einem Van ähnelnde Nachfolger ist seit März 2015 erhältlich.

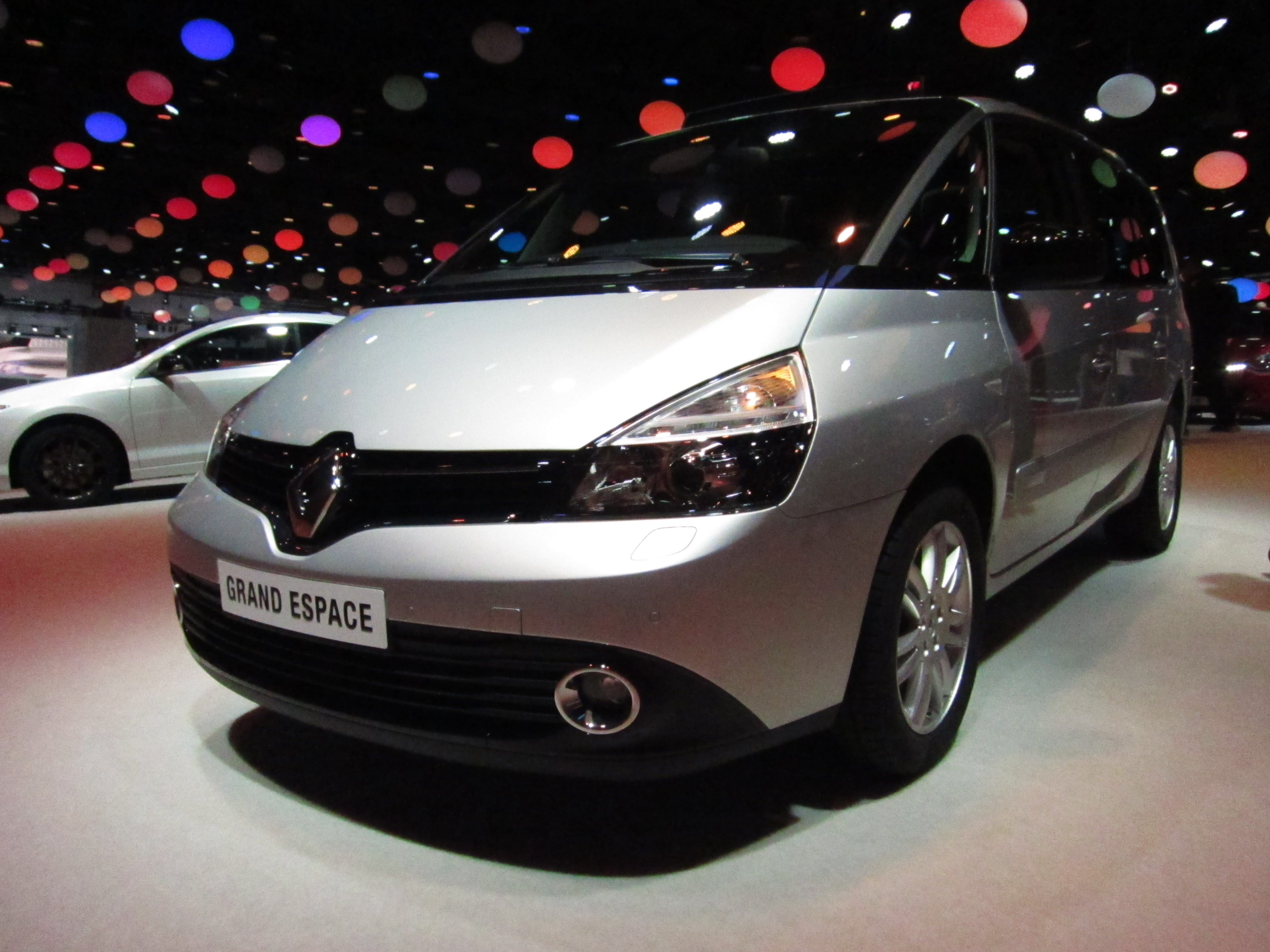
Renault Espace (2012–2014)
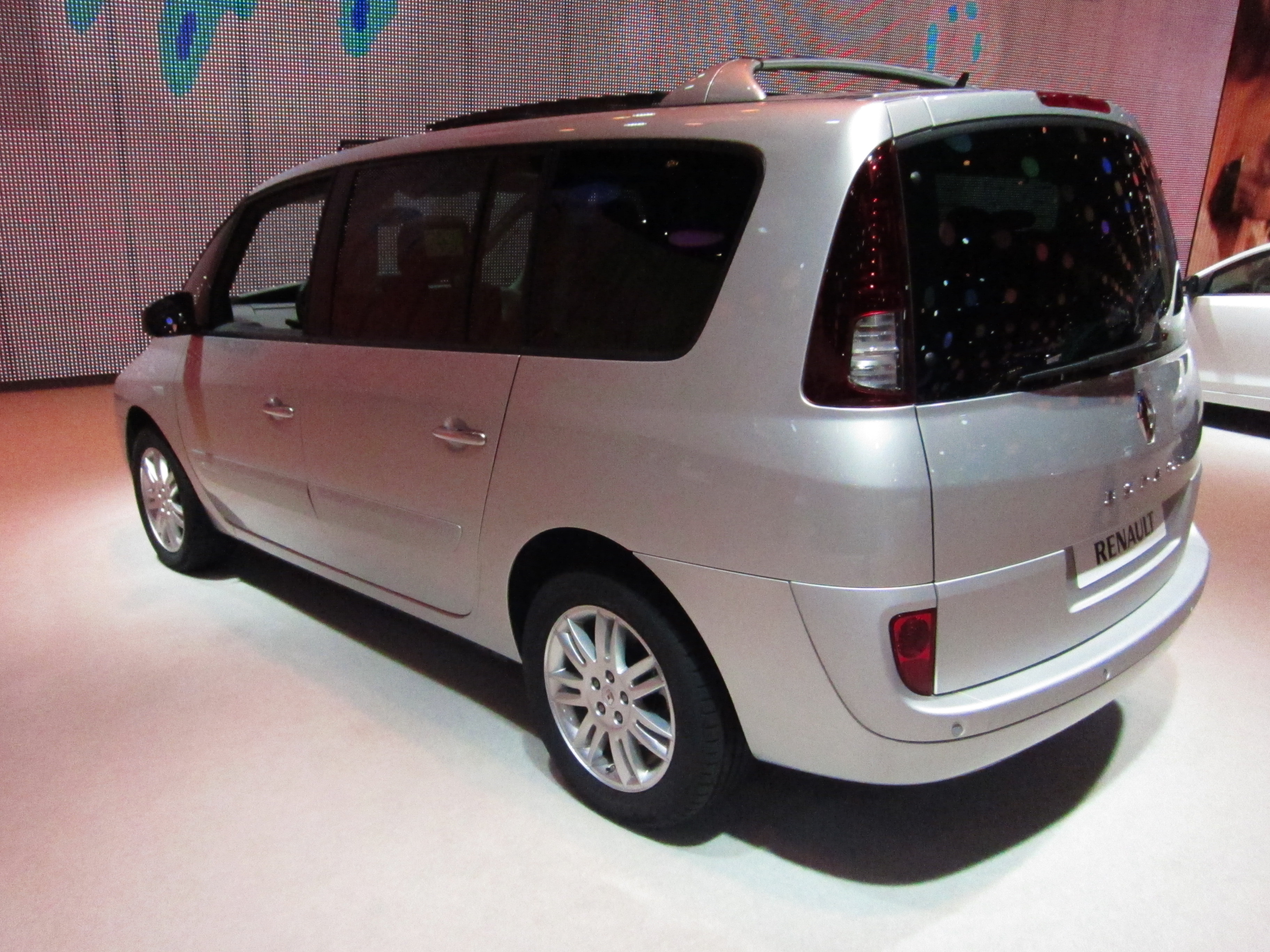
Heckansicht

#### Technische Daten
|                                             | 2,0 16V TCe 170            | 2,0 dCi FAP                | 2,0 dCi FAP                | 2,0 dCi FAP                |
| Bauzeitraum                                 | 07/2012–12/2013            | 07/2012–12/2013            | 07/2012–12/2014            | 07/2012–12/2014            |
| Motorkenndaten                              |                            |                            |                            |                            |
| Motorkennung                                | F4R 896/897                | M9R 802                    | M9R 740/750/ 815           | M9R 760/761/ 762/763       |
| Motortyp                                    | R4-Ottomotor               | R4-Dieselmotor             | R4-Dieselmotor             | R4-Dieselmotor             |
| Anzahl Ventile pro Zylinder                 | 4                          | 4                          | 4                          | 4                          |
| Ventilsteuerung                             | DOHC, Zahnriemen           | DOHC, Kette                | DOHC, Kette                | DOHC, Kette                |
| Gemischaufbereitung                         | Saugrohreinspritzung       | Common-Rail-Einspritzung   | Common-Rail-Einspritzung   | Common-Rail-Einspritzung   |
| Motoraufladung                              | Turbolader, Ladeluftkühler | Turbolader, Ladeluftkühler | Turbolader, Ladeluftkühler | Turbolader, Ladeluftkühler |
| Kühlung                                     | Wasserkühlung              | Wasserkühlung              | Wasserkühlung              | Wasserkühlung              |
| Bohrung × Hub                               | 82,7 mm × 93,0 mm          | 84,0 mm × 90,0 mm          | 84,0 mm × 90,0 mm          | 84,0 mm × 90,0 mm          |
| Hubraum                                     | 1998 cm³                   | 1995 cm³                   | 1995 cm³                   | 1995 cm³                   |
| Verdichtungsverhältnis                      | 9,8:1                      | 16,0:1                     | 16,0:1                     | 16,0:1                     |
| max. Leistung bei 1/min                     | 125 kW (170 PS) /5000      | 96 kW (130 PS) /4000       | 110 kW (150 PS) /4000      | 127 kW (173 PS) /3750      |
| max. Drehmoment bei 1/min                   | 270 Nm /3250               | 320 Nm /2000               | 340 Nm /2000               | 360 Nm /1750               |
| Abgasnorm                                   | Euro 5                     | Euro 5                     | Euro 5                     | Euro 5                     |
| Kraftübertragung                            |                            |                            |                            |                            |
| Antrieb                                     | Vorderradantrieb           | Vorderradantrieb           | Vorderradantrieb           | Vorderradantrieb           |
| Getriebe, serienmäßig                       | 6-Gang-Schaltgetriebe      | 6-Gang-Schaltgetriebe      | 6-Gang-Schaltgetriebe      | 6-Gang-Schaltgetriebe      |
| Getriebe, optional                          | 5-Stufen-Automatikgetriebe | –                          | 6-Stufen-Automatikgetriebe | 6-Stufen-Automatikgetriebe |
| Messwerte                                   |                            |                            |                            |                            |
| Höchstgeschwindigkeit                       | 205 km/h (197 km/h)        | 184 km/h                   | 194 km/h (188 km/h)        | 200 km/h (198 km/h)        |
| Beschleunigung, 0–100 km/h                  | 9,7 s (10,6 s)             | 12,0 s                     | 10,6 s (12,4 s)            | 10,6 s (11,1 s)            |
| Kraftstoffverbrauch auf 100 km (kombiniert) | 8,5 l S (9,9 l S)          | 6,5 l D                    | 7,0 l D (8,2 l D)          | 7,0 l D (8,2 l D)          |
| CO2-Emissionen (kombiniert)                 | 198 g/km (234 g/km)        | 170 g/km                   | 150 g/km (169 g/km)        | 150 g/km (169 g/km)        |

1. ↑  TCe = Turbo Control Efficiency
2. ↑  Werte in runden Klammern („( )“) für Automatikgetriebe.

- Die Verfügbarkeit der Motoren ist von Modell, Ausstattung und Markt abhängig.